# Classic Albums: Def Leppard - Hysteria
Classic Albums - Hysteria è un DVD del gruppo musicale britannico Def Leppard, pubblicato il 6 gennaio 2003. Contiene il documentario autorizzato dell'album di maggior successo del gruppo, Hysteria del 1987. Fa parte della serie di documentari Classic Albums.
Nel documentario viene riportata tutta la storia dietro la composizione dell'album, dall'incidente di Rick Allen alla conseguente amputazione del suo braccio sinistro, il suo ritorno al Monsters of Rock 1986 a Donington, e altre varie curiosità raccontate in prima persona dai membri della band e da chi ha collaborato alla lavorazione del disco. Inoltre, è presente un tributo al chitarrista Steve Clark, morto l'8 gennaio 1991.

## Tracce
1. Introduzione
2. Il successo di Pyromania
3. L'incidente di Rick Allen
4. Animal
5. Hysteria
6. Gods of War
7. Tributo a Steve Clark
8. Rocket
9. Armageddon It
10. Il ritorno di Rick Allen
11. Love Bites
12. Pour Some Sugar on Me

Extra
1. Prime sessioni di registrazione di Animal
2. Hysteria (acustica)
3. L'album secondo Joe Elliott
4. Il titolo dell'album
5. La produzione di Mutt Lange